# Род (божество)
Род[джерело?] (Рід) — персонаж у слов'янській міфології, бог-покровитель роду або уособлення роду, хорошої долі.

## Функції
Оскільки писемних згадок про Рода дуже мало (згадується в «Слові святого Григорія про ідолопоклонство» ХІ-ХІІ ст. і декількох фольклорних записах), твердження дослідників щодо його образу та функцій мають гіпотетичний характер. Разом з тим існування персонажа (персонажів), який уособлював рід і був його покровителем, дуже правдоподібне; як і те, що він проходив еволюцію від духа-господаря, заступника врожайності та плідності худоби, покровителя сільськогосподарських робот до розпорядника небесних сфер.
Александер Брюкнер припускав, що Род був не богом, а втіленням узагальнених уявлень про добру долю та щастя. На думку Александра Ґейштора, Род — це також не бог, а уособлення хорошої долі, щасливого шансу, споріднений з білоруським персонажем Спором. Ґейштор доводив, що Рода хибно пов'язувати з рожаницями, оскільки вони взагалі не згадуються в фолькорі, а присутні лише в церковних текстах.
Борис Рибаков навпаки відводив Родові роль верховного бога слов'ян у епоху, що передувала формуванню Володимирового пантеону. Рибаков приписав йому посаду небесного бога-творця життя. Водночас він вказував, що аналогічні функції мали Сварог, Стрибог і почасти Перун. На думку Рибакова, Род — це не власне ім'я, а один з епітетів.

## Трактування

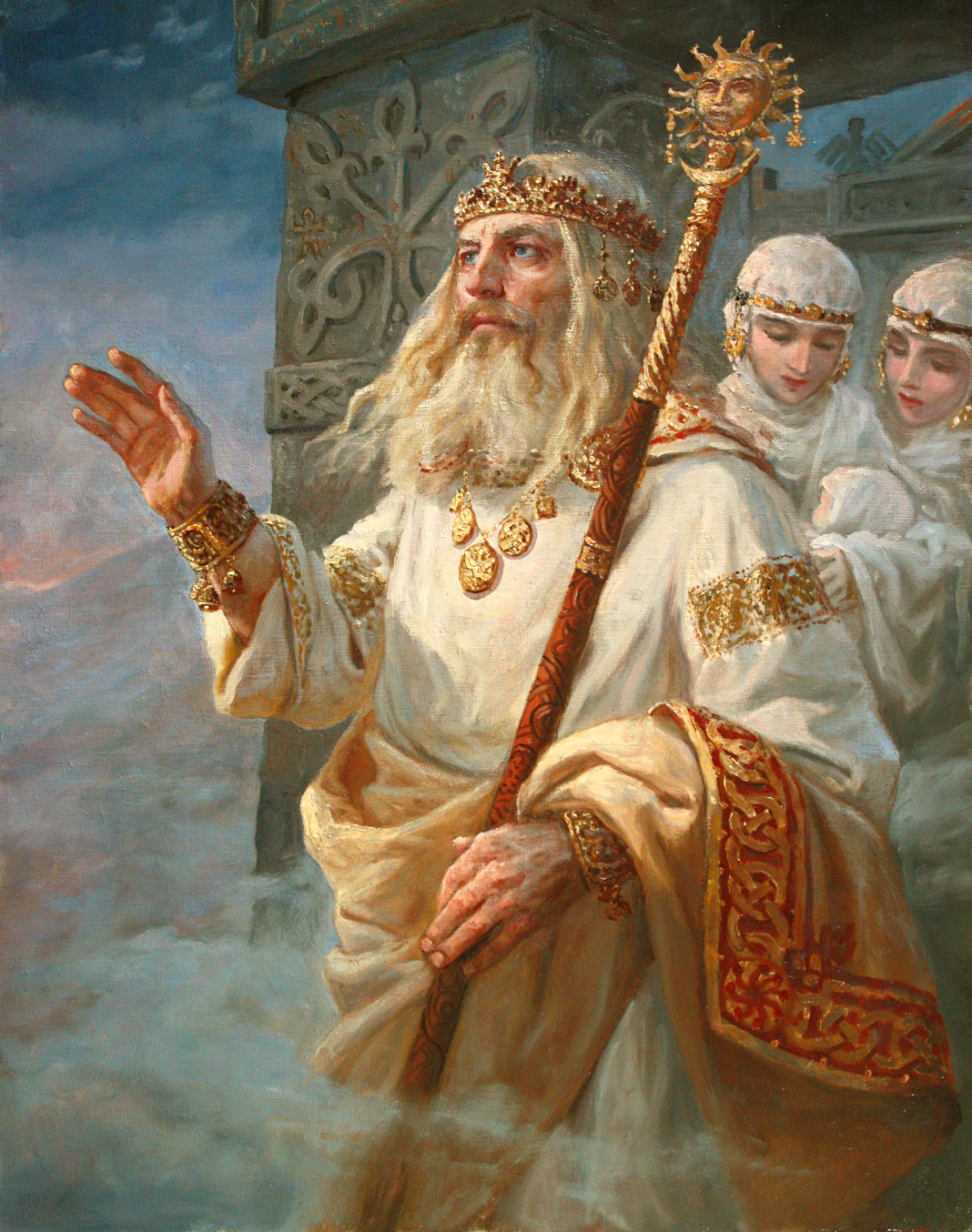
Род і рожаниці на картині Андрія Шишкіна

Борис Рибаков в рамках своєї концепції вважав рожаниць богинями плодючості, що не знаходить підтвердження в джерелах та не поділяється сучасними дослідниками. Також він вважав, що Род — загальнослов'янський бог, творець всього живого. Однак, згідно з більшістю інших наукових досліджень, Род (як і рожаниці) був східнослов'янським божеством чи покровителем роду та долі. Так, Дмитро Гаврилов і Станіслав Єрмаков зауважували, що в руських повчаннях проти язичництва Рода згадують як аналог грецького Аполлона, що виключає його статус верховного бога. Разом з тим еллінські тексти називають Аполлона головним богом країни Гіпербореї, з якої можна ототожнювати землі, заселені слов'янами.
Федір Капиця пропонував, що бог Род з часом втратив свій високий статус і трансформувався в духа-покровителя роду, «домового діда», а потім у покровителя новонароджених.
На думку Володимира Петрухіна, Род і рожаниці — це духи долі, які в середньовічній християнській традиції були замінені відповідно Богом, Богородицею та жінками-святими.

## У неоязичництві
Сучасна неоязичницька культура, котру умовно можна розділити на рідновірське крило та, так зване, ведичне або ж «слов'яно-арійське», пропонує власний образ Рода, що сильно відрізняється від академічного. Нерідко неоязичницький Род тотожний Сварогу.
Згідно з українською етнологом, рідновіркою Галиною Лозко, Род у давнину був верховним богом, уособленням нащадків єдиного предка, а з часом трансформувався в домовика. Сергій Плачинда пропонував версію, що Род у подобі сокола — це першобог, який, у його викладі, сидить на верхівці світового дуба. В Плачинди Род трактувався як творець Білобога та Чорнобога.
Російський неоязичник Микола Спіранський розробив маніхейську ідею вічної боротьби Рода (також званого Білобог) проти Чорнобога. При цьому Чорнобогу приписується створення тіла людини, а Роду — його оживлення. В російського рідновіра Олексія Добровольського (Доброслава) Род постає богом фізичного та морального здоров'я, що підтримує «рід-плем'я».
У окремих течіях Род, може бути верховним богом-покровителем. У більшості слов'янських неоязичницьких навчань присутній Бог-творець (Род, Сварог), який іноді розглядається як Єдиний і Неподільний і створив світ (світи). Він породив богів-творців Землі, чоловічого і жіночоги початку (Сварога і Ладу), які дали життя іншим богам. Головним руським богом після Творця (Рода) вважають Сварога (іноді ототожнюваного з Родом, що є його сином/батьком) — творця всесвіту, Перуна — громовика, бога воїнів або Даждьбога — сонячного бога.